# Echinopsis bertramiana
Echinopsis bertramiana là một loài thực vật có hoa trong họ Cactaceae. Loài này được (Backeb.) Friedrich & G.D. Rowley mô tả khoa học đầu tiên.